# Johannes Trithemius
Johannes Trithemius (1 de fevereiro de 1462 - 13 de dezembro de 1516), também conhecido em obras portuguesas como João Tritêmio, é o pseudônimo de Johann Heidenberg, que foi um polímata e monge beneditino alemão ilustre na Renascença Alemã como lexicógrafo, cronista, criptógrafo e ocultista, e que influiu consideravelmente no desenvolvimento do ocultismo moderno e tardio. Foi, também,  mestre dos igualmente ilustres Henrique Cornélio Agrippa e Paracelso. 
O pseudônimo Tritêmio é uma lusitanização de Trithemius, demônimo e exônimo alatinado da sua terra-natal: a então aldeia alemã de Trittenheim.

## Vida e Obra

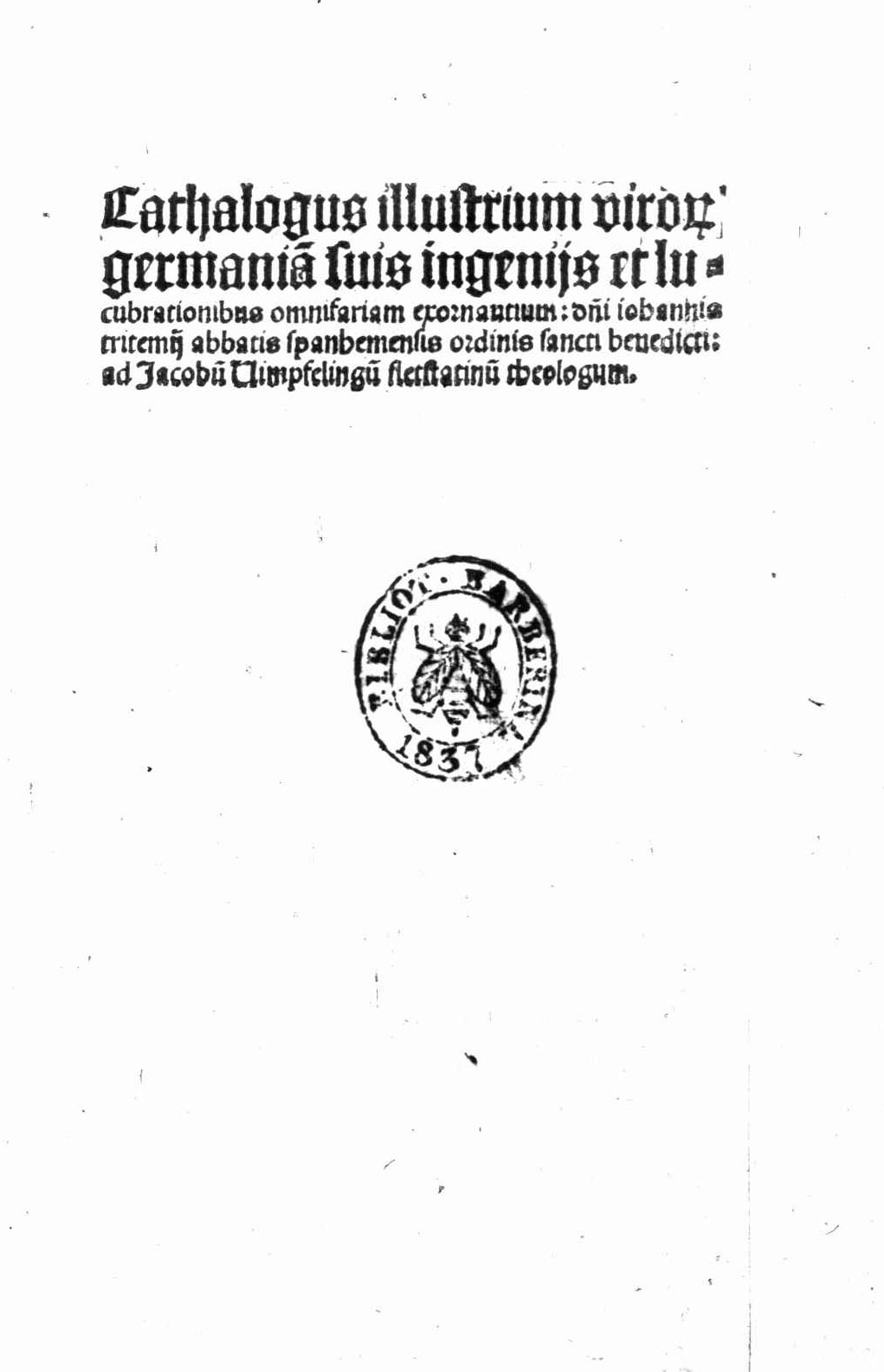
Catalogus illustrium virorum Germaniae, 1495

Tritêmio tornou-se monge aos 20 anos de idade (1482). Criou a esteganografia (técnica de criptologia para ocultar a existência de uma mensagem dentro de outra; não confundir com estenografia, técnica de escrita abreviada e simplificada que permite escrever com a mesma rapidez com que se fala), sua primeira obra continha nada menos que 376 alfabetos compostos de 24 letras. Ex: 
Além disso, ficou conhecido por suas inúmeras pesquisas sobre ocultismo e magia, as quais teriam lhe proporcionado descobrir um método secreto que permitiria influenciar e dominar a mente de qualquer pessoa, por mais que ela tentasse resistir as ordens mentais que recebesse. Contudo, o manuscrito com a descoberta em questão foi destruído logo após a morte de Johannes e até hoje não se descobriu uma segunda cópia

### Livro de Fausto
Além da esteganografia, Johannes Trithemius escreveu o primeiro livro do personagem Fausto, da qual, outros autores se inspiraram como o alemão Goethe e o inglês Christopher Morlowe. Tal livro possuía os títulos: Magister Georgius Sabellicus, Fausto, o Jovem, Fonte dos Negromantes, Astrônomo e Astrólogo entre outros. (GOETHE, J.W. Fausto. Tradução de Sílvio Augusto de Bastos Meira. São Paulo: Abril Cultural, 1976, 280 p.) 